# Pont-Avenskolan

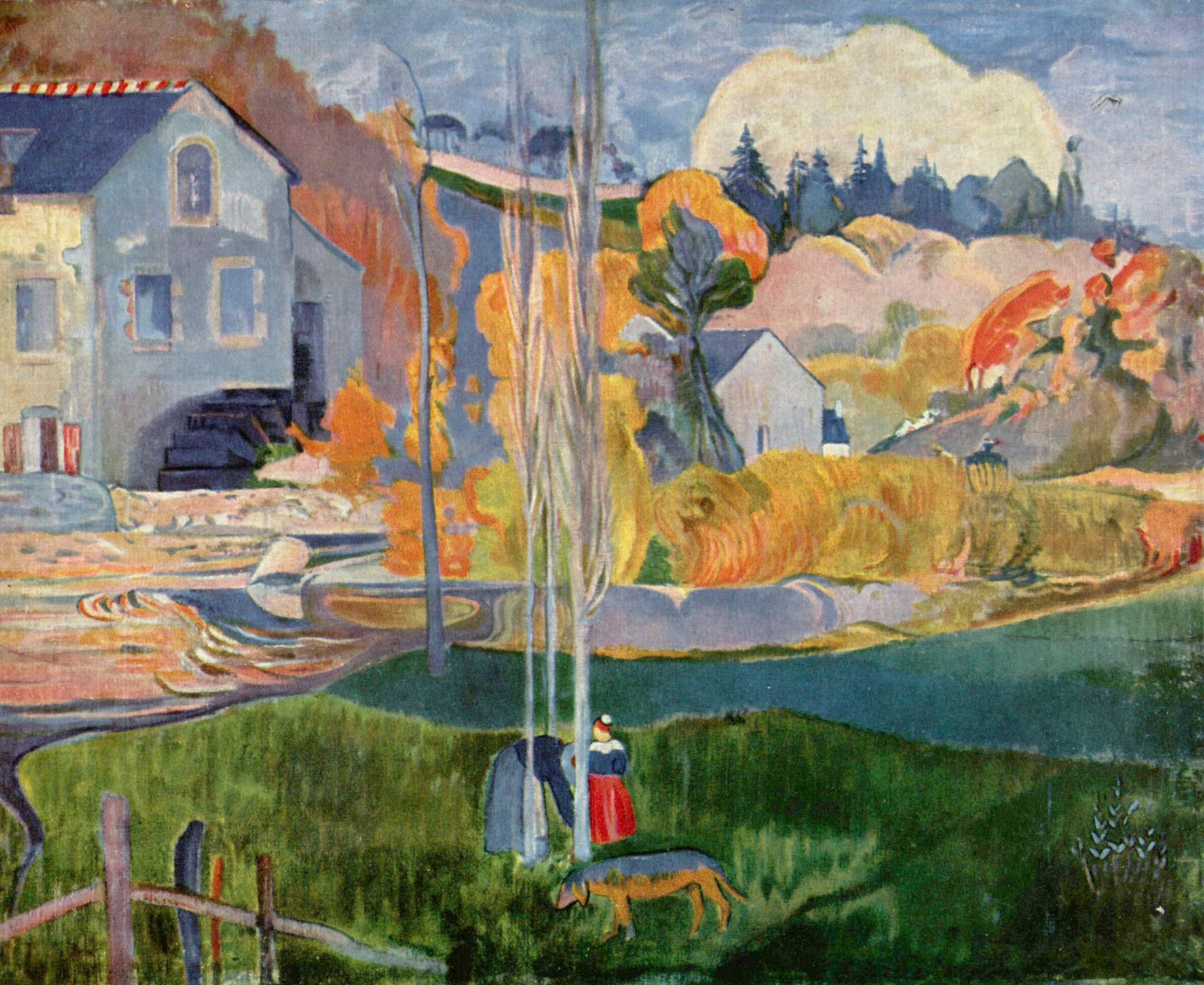
Vattenkvarn i Pont-Aven av Paul Gauguin.

Pont-Avenskolan var en grupp målare med Paul Gauguin som ledare och inspiratör, verksam i trakten kring staden Pont-Aven i Bretagne. 
Första gången Gauguin besökte Pont-Aven var 1886 och vid sitt andra besök 1888 började han att samla elever omkring sig. Det var även då han lärde känna Émile Bernard.
Verk från skolan karakteriseras av djärva färger och symbolistiska motivval. De influerades av Bernards och Gauguins dekorativa ytstil, den så kallade syntetismen. Till gruppen hörde även bland andra Maurice Denis och Paul Sérusier.